# What If… Killmonger Rescued Tony Stark?
«What If… Killmonger Rescued Tony Stark?» (с англ. — «Что, если… Киллмонгер спас бы Тони Старка?») — шестой эпизод первого сезона американского анимационного телесериала «Что, если…?», основанного на одноимённой серии комиксов издания Marvel Comics.
В это эпизоде исследуется, что было бы, если события фильмов Кинематографической вселенной Marvel (КВМ) «Железный человек» (2008) и «Чёрная пантера» (2018) произошли бы по другому, где Эрик «Киллмонгер» Стивенс реализовывает свой секретный план по проникновению в Ваканду, включающий в себя спасение Тони Старка и вхождение к нему в доверие. Сценарий к эпизоду написал редактор сюжетов Мэттью Чонси, а режиссёром стал Брайан Эндрюс.
Джеффри Райт повествует события мультсериала в роли Наблюдателя, и в озвучке эпизода также приняли участие Майкл Б. Джордан (Киллмонгер), Джон Фавро, Чедвик Боузман, Анджела Бассетт, Данай Гурира, Энди Серкис, Дон Чидл, Пол Беттани, Джон Кани, Лесли Бибб и Мик Уингерт (Старк). Разработка сериала началась к сентябрю 2018 года, и Эндрюс присоединился вскоре после этого, и ожидалось, что множество актёров вернутся к своим ролям из фильмов КВМ. Анимацию к эпизоду предоставила студия «Flying Bark Productions», причём Стефан Франк выступил в качестве главы анимации.
«Что, если… Киллмонгер спас бы Тони Старка?» был выпущен на «Disney+» 15 сентября 2021 года. Критики высоко оценили акцент на Киллмонгере и отметили его изображение как фаната аниме в эпизоде, но раскритиковали резкое окончание.

## Сюжет
В 2008 году в Афганистане военный конвой Тони Старка попадает в засаду террористической организации «Десять колец», но его спасает Эрик «Киллмонгер» Стивенс. Вернувшись в «Stark Industries», Старк нанимает Киллмонгера и обещает создать лучшее оружие. Киллмонгер разоблачает причастность Обадайи Стейна к засаде, узнав об этом после проникновения в «Десять колец», и, впоследствии, заменяет Стейна. Старк предлагает свой опыт для создания роботов-дронов, разработанных Киллмонгером, и ему удаётся создать одного из них с помощью вибраниумного кольца Киллмонгера в качестве источника питания.
Нуждаясь в большем количестве вибраниума для создания армии дронов, они договариваются о том, чтобы Джеймс «Роуди» Роудс купил украденный вибраниум у Улисса Кло. Кло сообщает Ваканде о сделке, заманивая Т’Чаллу / Чёрную пантеру, который нападает на встречу, чтобы вернуть вибраниум. Киллмонгер убивает Т’Чаллу и Роудса, подстраивая всё так, будто они убили друг друга. Старк раскрывает причастность Эрика к гибели Роудса и противостоит Киллмонгеру, пытаясь отомстить за Роудса, приказав дрону убить Киллмонгера, но Киллмонгер побеждает дрона и убивает Старка, инсценировав его смерть как атаку со стороны Ваканды. Вскоре после этого Киллмонгер создаёт армию дронов с помощью украденного вибраниума.
США и Ваканда вступают в конфликт из-за гибели Т’Чаллы, Роудса и Старка. Американские военные во главе с генералом Таддеусом Россом берут под свой контроль «Stark Industries» и используют армию дронов для вторжения в Ваканду. Тем временем Киллмонгер убивает Кло, чтобы доказать свою преданность Ваканде, и воссоединяется со своей отчуждённой семьёй, правителями Ваканды. Киллмонгер отключает Росса от управления дронами, а затем тайно активирует их боевые способности, чтобы он мог возглавить армию Ваканды и победить их.
После битвы король Т’Чака наделяет Киллмонгера титулом Чёрной пантеры. В астральном плане Киллмонгер встречается с Т’Чаллой, который предупреждает его, что однажды он потерпит поражение. Пока американские военные строят планы по уничтожению Ваканды, сестра Т’Чаллы Шури встречается с помощницей Старка Пеппер Поттс и раскрывает ей причастность Киллмонгера к гибели Старка, после чего она предлагает раскрыть всем правду о Киллмонгере.

## Производство

### Разработка
К сентябрю 2018 года «Marvel Studios» разрабатывала анимационный сериал-антологию, основанный на серии комиксах «What If», в котором будет рассмотрено, как бы изменились фильмы Кинематографической вселенной Marvel (КВМ), если бы определённые события произошли по-другому. Главный сценарист А. С. Брэдли присоединилась к проекту в октябре 2018 года, в то время как режиссёр Брайан Эндрюс встретился с исполнительным продюсером «Marvel Studios» Брэдом Виндербаумом по поводу проекта ещё в 2018 году; об участии Брэдли и Эндрюса было официально объявлено в августе 2019 года. Они вместе с Виндербаумом, Кевином Файги, Луисом Д’Эспозито и Викторией Алонсо стали исполнительными продюсерами:2. Редактор сюжетов Мэттью Чонси написал сценарий к шестому эпизоду под названием «Что, если… Киллмонгер спас бы Тони Старка?», в котором представлена альтернативная сюжетная линия фильмов «Железный человек» (2008) и «Чёрная пантера» (2018). Эпизод также воссоздаёт моменты из фильмов «Мстители» (2012), «Мстители: Эра Альтрона» (2015) и «Мстители: Финал» (2019). В альтернативной сюжетной линии этого эпизода Эрик «Киллмонгер» Стивенс не даёт Тони Старку быть похищенным организацией «Десять колец» в Афганистане как часть своего плана по проникновению в Ваканду. «Что, если… Киллмонгер спас бы Тони Старка?» был выпущен на «Disney+» 15 сентября 2021 года.

### Подбор актёров
Джеффри Райт повествует события эпизода в роли Наблюдателя, причём Marvel планирует, чтобы другие персонажи сериала были озвучены актёрами, которые изображали их в фильмах КВМ. В этом эпизоде вернулись актёры из «Чёрной пантеры» Майкл Б. Джордан (Н’Джадака / Эрик «Киллмонгер» Стивенс), Чедвик Боузман (Т’Чалла / Чёрная пантера), Анджела Бассетт (Рамонда), Данай Гурира (Окойе), Энди Серкис (Улисс Кло) и Джон Кани (Т’Чака), наряду с актёрами из «Железного человека» Джоном Фавро (Гарольд «Хэппи» Хоган), Полом Беттани (Д.Ж.А.Р.В.И.С.) и Лесли Бибб (Кристин Эверхарт). Дон Чидл также вернулся в роли Джеймса Роудса, роль которого исполнял Терренс Ховард в «Железном человеке»; Чидл получил эту роль для фильма «Железный человек 2» (2010) и последующих фильмов, и этот эпизод объединяет изображение Чидла в альтернативные версии для сцен из «Железного человека», в которых появлялся Ховард.
Мик Уингерт и Майк Макгилл вернулись к своим соответствующим ролям Тони Старка и Таддеуса Росса из третьего эпизода, в котором они заменили звёзд КВМ Роберта Дауни-мл. и Уильяма Хёрта. Кифф Ванденхёвел озвучивает Обадайю Стейна, заменив Джеффа Бриджеса, Бет Хойт озвучивает Пеппер Поттс, заменив Гвинет Пэлтроу, и Озиома Акага озвучивает Шури, заменив Летишу Райт. Также в эпизоде появились робот Старка Дубина, наёмник, работающий на Кло, роль которого исполнил Бентли Калу в «Эре Альтрона», и Мстители — Стив Роджерс / Капитан Америка, Брюс Бэннер / Халк, Тор, Наташа Романофф / Чёрная вдова и Клинт Бартон / Соколиный глаз, хотя никто из них не произнёс ни одной реплики.

### Анимация
Анимацию к эпизоду предоставила студия «Flying Bark Productions»:4, причём Стефан Франк выступил в качестве главы анимации. Эндрюс разработал сел-шейдинговый стиль анимации сериала с Райаном Майнердингом, главой отдела визуального развития «Marvel Studios». Хотя сериал имеет последовательный художественный стиль, такие элементы, как цветовая палитра, различаются между эпизодами:4. Концепт-арт для эпизода включён в финальные титры, «Marvel» выпустила его онлайн после премьеры эпизода.

### Музыка
Саундтрек к эпизоду был выпущен в цифровом формате компаниями «Marvel Music» и «Hollywood Records» 17 сентября 2021 года и содержал музыку композитора Лоры Карпман.
| №                   | Название             | Длительность |
| ------------------- | -------------------- | ------------ |
| 1.                  | «Convoy»             | 0:53         |
| 2.                  | «Saved»              | 1:09         |
| 3.                  | «Speech»             | 1:11         |
| 4.                  | «Bankrolled»         | 1:02         |
| 5.                  | «Return the Favor»   | 0:52         |
| 6.                  | «Building Montage»   | 0:56         |
| 7.                  | «Juice»              | 0:56         |
| 8.                  | «Salvage Yard Fight» | 1:11         |
| 9.                  | «Eyes on This»       | 1:26         |
| 10.                 | «Uniform»            | 1:26         |
| 11.                 | «Justice»            | 1:40         |
| 12.                 | «You Work For Me»    | 1:36         |
| 13.                 | «War is Here»        | 1:07         |
| 14.                 | «Drones»             | 1:21         |
| 15.                 | «Impossible»         | 2:11         |
| 16.                 | «Loyal Servant»      | 0:50         |
| 17.                 | «For Chadwick»       | 1:02         |
| Общая длительность: | Общая длительность:  | 20:49        |

## Маркетинг
17 сентября 2021 года «Marvel» выпустила постер к эпизоду, на котором изображены Киллмонгер и Старк вместе с цитатой из эпизода. После выхода эпизода «Marvel» объявила о товарах, вдохновлённых эпизодом, в рамках еженедельной акции «Marvel Must Haves» для каждого эпизода сериала, включая одежду, аксессуары и «Funko Pops», основанные на Киллмонгере и генерале Рамонде.

## Реакция
Гэвин Джаспер из «Den of Geek» считает, что этот эпизод был более успешным, чем другие сериалы «Marvel Studios» на «Disney+», поскольку он взял непопулярного второстепенного персонажа из фильмов КВМ, в данном случае Киллмонгера, и предоставил ему больше экранного времени. Критик также чувствовал, что эпизод смотрелся лучше после выхода фильма «Шан-Чи и легенда десяти колец» (2021) с учётом участия в эпизоде организации «Десять колец», а также сходства Киллмонгера со злодеем фильма Венву. Тем не менее, Джаспер написал, что это был «самый плоский» эпизод в мультсериале и дал ему 2,5 из 5 звёзд, критикуя концовку после раскрытия намерений Киллмонгера. Том Йоргенсен из «IGN» также раскритиковал резкое завершение эпизода, но в остальном он был более позитивен в отношении эпизода и дал ему оценку 7 из 10. Он согласился с Джаспером, что в эпизоде хорошо поработали над Киллмонгером, восхваляя решение сохранить мотивации персонажа такими же и просто изменить обстановку, в которой он находится, чтобы показать, что могла бы сделать версия Киллмонгера из «Чёрной пантеры» с большим количеством экранного времени. Он положительно сравнил эту серию со вторым эпизодом мультсериала, а также с фильмом «Изгой-один. Звёздные войны: Истории» (2016), который, по его мнению, был ещё одним хорошим примером расширения существующей истории, прибавляющей смысла оригиналу.
Сэм Барсанти из «The A.V. Club» и Чарльз Пуллиам-Мур из «io9» также критиковали резкое окончание эпизода, но Барсанти был менее обеспокоен этим из-за того, что задумка сериала не обещала полных историй. Он критически отозвался о некоторых моментах анимации, но подумал, что финальная битва была хорошо сделана, и дал эпизоду оценку «B-». Амон Варманн в своём обзоре для «Yahoo! News» сказал, что эпизод подтвердил, почему Киллмонгер был одним из лучших злодеев КВМ, и похвалил финальную битву как кульминацию эпизода. Он также положительно отнёсся к битве Чёрной пантеры Т’Чаллы с наёмниками и его встречи с Киллмонгером на Плане предков. Пуллиам-Мур похвалил спокойный тон и звук в эпизоде, и что приоритет эпизода уходил актёрам озвучки, а не экшену. Он подумал, что комбинация Старка и Киллмонгера сработала хорошо, и высказал мнение, что взаимодействие Старка с Киллмонгером было похоже на то, как он относится к Роудсу как к «Чёрному дружку™» в фильмах. Пуллиам-Мур всё же посчитал, что эпизод был менее успешным, чем «Чёрная пантера», в объяснении мотивов Киллмонгера, и он также поставил под сомнение выбор, чтобы так чётко представить его злодеем эпизода. Несколько критиков подчеркнули, что эпизод показывает, что Киллмонгер является фанатом аниме и спроектировал роботов, вдохновлённых Гандамом, среди них Бриана Лоуренс из «The Mary Sue». Она написала, что некоторые фанаты, включая её саму, уже считали Киллмонгера фанатом аниме из-за того, что Джордан сам был фанатом и его костюм имел сходство с костюмом персонажа «Жемчуга дракона» Вегеты. Она сказала, что они были удивлены и счастливы, что этот эпизод подтвердил это.

## Комментарии
1. ↑  Это спасение — момент, когда история эпизода расходится с событиями фильма «Железный человек» (2008), и другому точно такому же событию, который стал вирусным.
2. ↑  Это действие — момент, когда история эпизода расходится с событиями фильма «Чёрная пантера» (2018).